# Ташкентский педиатрический медицинский институт
Ташкентский педиатрический медицинский институт — высшее учебное заведение в Узбекистане.
Организован в сентябре 1972 года как Среднеазиатский медицинский педиатрический институт (САМПИ) на основании Указа Совета Министров СССР от 23 июля 1971 года, а в соответствии с приказом Минздрава СССР № 226 от 22 марта 1988 года передан в состав Минздрава Узбекистана и на основании приказа № 357 1988 года Минздрава Узбекистана переименован в Ташкентский педиатрический медицинский институт (ТашПМИ).
В ТашПМИ четыре факультета:
1) педиатрический;
2) лечебное дело
3) медико-педагогический
4) медсестра с высшим образованием

## История
Образован в 1972 году под названием Среднеазиатский медицинский педиатрический институт (САМПИ). Материально-технической базой и основой профессорско-педагогического состава послужил педиатрический факультет ТашМИ. В 1988 году переведен в распоряжение Минздрава Узбекской ССР, переименован в Ташкентский медицинский педиатрический институт и являлся главным учреждением республики по подготовке детских врачей (педиатров). За годы своего существования его окончило более 25 000 человек. В настоящее время в институте учатся более 4000 студентов, среди которых есть граждане СНГ и дальнего зарубежья. Подготовка специалистов проводится по 26 направлениям магистратуры и 23 направлениям клинической ординатуры. Научно-исследовательская, учебная и просветительская работа осуществляется на базе клиники при институте, а также в научно-исследовательских и научно-практических центрах города Ташкента.
В 2015 году на базе ТашПМИ создан детский кардиохирургический центр (ранее функционировал как отделение кардиохирургии). Кардиоцентр является ведущим по своему направлению в Центральной Азии. Врачами-хирургами оказывается кардиохирургическая помощь детям с врожденными пороками сердца (новорожденных и детей в возрасте до 18 лет).